# Santiago Bueras (métro de Santiago)
Santiago Bueras est une station de la Ligne 5 du métro de Santiago, dans la commune de Maipú.

## La station
La station est ouverte depuis 2011.

## Origine étymologique
Son nom vient de l'avenue Pajaritos, avec la rue Rafael Riesco est situé juste au-dessus de la station.